# Estação Robespierre
Robespierre é uma estação da linha 9 do Metrô de Paris, localizada na comuna de Montreuil.

## Localização
A estação está situada sob a rue de Paris (N 302) em sua interseção com a rue Robespierre. Aproximadamente orientada ao longo de um eixo leste-oeste, ela se intercala entre as estações Porte de Montreuil e Croix de Chavaux.

## História

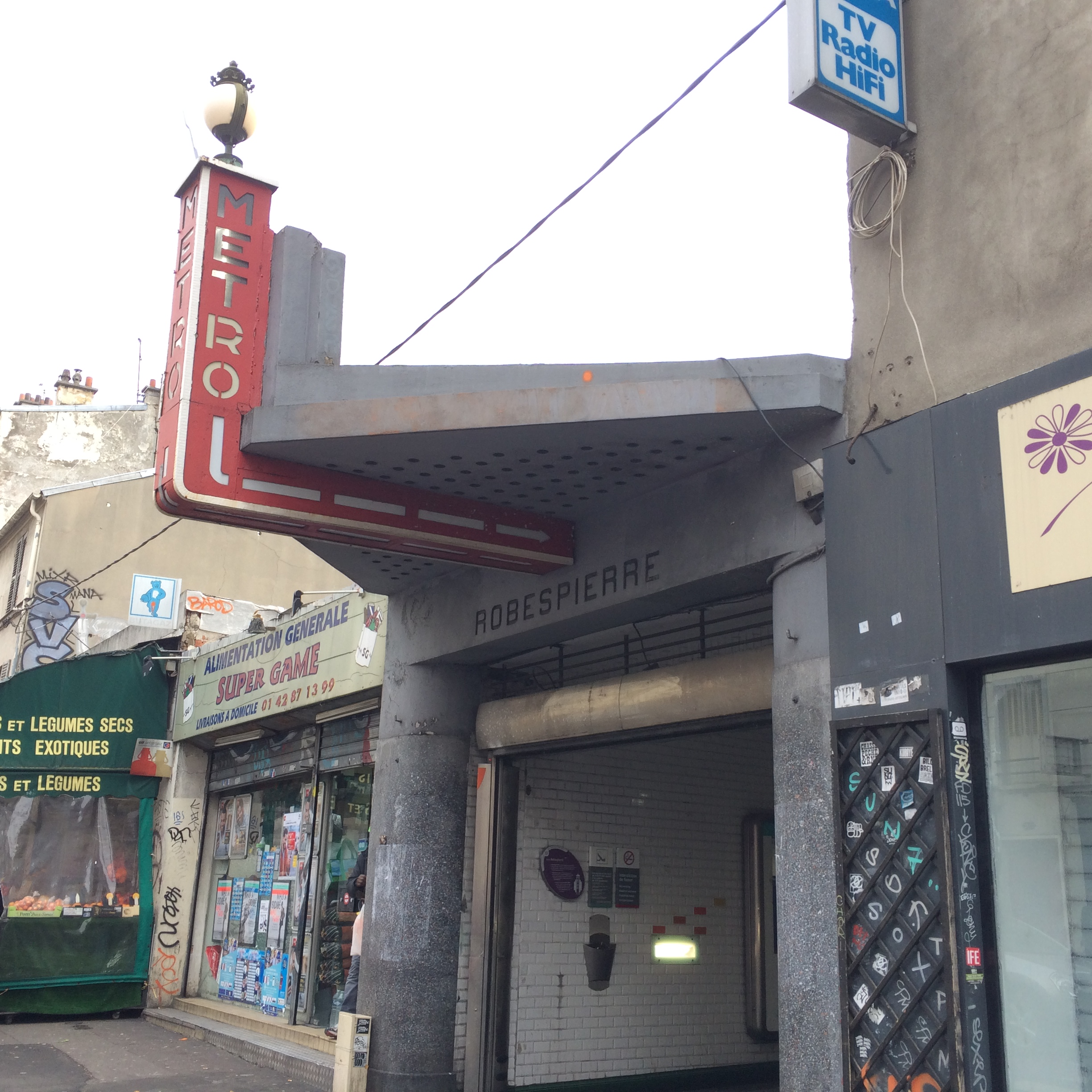
Um dos dois acessos à estação, no estilo Art déco.

A estação foi aberta em 14 de outubro de 1937 com o lançamento da última extensão da linha 9 de Porte de Montreuil a Mairie de Montreuil.
Deve o seu nome à sua proximidade com a rue Robespierre, que homenageia Maximilien de Robespierre (1758-1794), advogado e político francês, que foi uma figura importante da Revolução Francesa e continua a ser um dos figuras mais polêmicas deste período. A prefeitura de Montreuil, comunista, deu seu nome em 1936 à estação (então em construção), por iniciativa de Jacques Duclos.
No âmbito do programa "Renovação do metrô" da RATP, os corredores das estações e a iluminação das plataformas foram renovados ao longo dos anos 2000.
Em 2011, 4 317 097 passageiros entraram nesta estação. Ela viu entrar 4 448 864 passageiros em 2013, o que a coloca na 104ª posição das estações de metrô por sua frequência.

## Serviços aos Passageiros

### Acessos
A estação possui dois acessos divididos em três entradas de metrô:
- O acesso 1 "Rue Robespierre" compreende uma edícula de estilo Art déco estabelecido em alinhamento com a fachada adjacente do no 187 da rue de Paris (caso raro na rede), e uma escada rolante ascendente que permite apenas a saída depois da plataforma em direção a Mairie de Montreuil, levando à direita do no 181;
- O acesso 2 "Rue Barbès" consiste também por uma edícula em estilo Art déco, se intercalando entre os números 152 e 158 da rue de Paris.

### Plataformas
Robespierre é uma estação de configuração padrão: ela possui duas plataformas laterais separadas pelas vias do metrô e a abóbada é elíptica. A decoração é do estilo utilizado pela maioria das estações de metrô: as faixas de iluminação são brancas e arredondadas no estilo "Gaudin" da renovação do metrô da década de 2000, e as telhas em cerâmica brancas biseladas recobrem os pés-direitos, a abóbada, os tímpanos e as saídas dos corredores. Os quadros publicitários são em faiança de cor de mel e o nome da estação também é em faiança no estilo da CMP original. Os assentos de estilo "Motte" são de cor vermelha.

### Intermodalidade
A estação é servida pela linha 318 da rede de ônibus RATP e, à noite, pelas linhas N16 e N34 da rede de ônibus Noctilien.